# Kære Irene
Kære Irene er en dansk film fra 1971.
- Manuskript Christian Braad Thomsen og Mette Knudsen.
- Instruktion Christian Braad Thomsen.

Blandt de medvirkende kan nævnes:
- Steen Kaalø
- Ebbe Kløvedal Reich
- Birgit Brüel
- Bent Conradi
- Olaf Nielsen
- Nils Ufer
- Suzanne Giese
- Elin Reimer